# Messier 49
A Messier 49 (más néven M49 vagy NGC 4472) egy óriás elliptikus galaxis a Szűz csillagképben.

## Felfedezése
Az M49 galaxist Charles Messier francia csillagász fedezte fel és katalogizálta 1771. február 19-én.

## Tudományos adatok
Az M49 a Virgo-halmaz egyik legfényesebb tagja, a halmaz egyik galaxiscsoportjának központi galaxisa, az elliptikus galaxisok E4 osztályába tartozik. A Halton Arp által készített Különleges galaxisok atlasza szintén tartalmazza az objektumot a 134. szám alatt. Egyetlen szupernóvát fedeztek fel benne, az SN 1969Q-t. A galaxis mérete legalább 160 ezer fényév. Magjában valószínűleg egy szupernehéz fekete lyuk található, melynek tömege 600 millió naptömeg körüli lehet.

## Megfigyelési lehetőség
Ha 10 cm-es refraktorral nézzük, a galaxis vagy egy üstökös fejére, vagy gömbhalmazra hasonlít, a fényes középpont azonban élesebb, mint ahogy az a galaxisoknál szokásos. A galaxis körül kiterjedt halót láthatunk.